# 三国工作室
三国工作室，又名金山三国工作室，前身為華義國際2002年在北京華義內成立的铁血工作室，2006年被金山軟件收購，2008年合併到西山居。主要作品為沒有發售的《铁血三国志》。

## 歷史
2002年華義國際在北京華義內建立鐵血工作室，準備自主開發一款三國題材的網絡遊戲《铁血三国志》，林永青擔任遊戲製作人。在《铁血三国志》立项階段，適逢漫畫家鄭問參觀北京華義，鄭問在三國題材有著獨特的美術風格，北京華義藉此機會聘用鄭問為《铁血三国志》美術指導，負責主要角色設計。《铁血三国志》於2004年5月開始進行內測。《铁血三国志》在開發之初就是為了在海外發行，為了和海外同類遊戲競爭，採用了遊戲引擎虛幻進行開發，並且力求盡善盡美，開發費用至2004年6月已經耗費人民幣2000萬元；同月，林永青離開華義。2004年7月，北京華義為《铁血三国志》成立專門的測試工作室。
2005年，金山宣佈收購華義在中國大陸的業務，原金山並不計劃收購鐵血工作室，同時在2005年末另外組建「星云工作室」開發一款三國題材的網絡遊戲《三国猛将传》。2006年6月，金山收購了鐵血工作室，鐵血工作室改名「三國工作室」，鄭問受邀成為三國工作室的總經理和遊戲製作人。2006年底，為了加快《铁血三国志》的開發，金山將星云工作室合併到三國工作室，並開始為《铁血三国志》尋找海外代理商。至2007年，《铁血三国志》開發費用已經耗費八百萬美元。2008年，三國工作室從北京調往珠海西山居，部分成員改組在北京成立雷霆工作室。